# Mark-Anthony Kaye
Pour les articles homonymes, voir Kaye.
Mark-Anthony Kaye, né le 2 décembre 1994 à Toronto en Ontario, est un joueur international canadien de soccer, qui évolue au poste de milieu de terrain aux Earthquakes de San José en MLS.

## Biographie

### Parcours en club
Natif de Toronto, Mark-Anthony Kaye commence le soccer au Wexford SC, puis étudie à l'université York. Il évolue également au sein de l'équipe de soccer de l'université de 2012 à 2013. En 2013, il rejoint l'académie du Toronto FC.
Dans le cadre de sa formation au Toronto FC, il est prêté aux Hammerheads de Wilmington en USL Pro le 22 août 2014. Il fait ses débuts professionnels pour les Hammerheads le 23 août 2014, en tant que titulaire lors d'une victoire 2-1 face aux Blues d'Orange County en USL Pro,. Le lendemain, il marque son premier but en pro dès son second match, lors d'un match nul 3-3 face à la réserve du Galaxy de Los Angeles,. La rencontre suivante, il inscrit un nouveau but face à Orlando City (victoire 3-1). 
À la suite du succès de ces premiers pas dans le soccer professionnel, il fait partie des premiers joueurs signés pour la saison inaugurale du Toronto FC II le 12 mars 2015.
Le 13 janvier 2016, il signe un contrat avec le Louisville City FC,. La saison suivante, il remporte la coupe USL face aux Rangers de Swope Park,.
Après ses performances à Louisville, il est transféré au Los Angeles FC le 5 février 2018 avant le lever de rideau de la saison 2018 de la Major League Soccer. Le 4 mars, il fait ses débuts en MLS face aux Sounders de Seattle, c'est la première victoire historique de la nouvelle franchise (1-0),. Il inscrit ensuite son premier but en MLS face au Minnesota United le 9 mai. Lors du derby d'El Tráfico (en), il sort après une blessure au pied face au Galaxy de Los Angeles le 26 juillet,. Il souffre officiellement d'une fracture de la cheville et sera indisponible entre quatre et six mois,. Il loupera le reste de la saison. À la suite de ces bons résultats lors de sa première saison en MLS, il prolonge son contrat jusqu'en 2021 avec option pour une saison supplémentaire le 3 décembre 2018.
Alors qu'il participe à la Gold Cup 2021 avec la sélection canadienne, il est transféré aux Rapids du Colorado pour un montant d'un million de dollars,,,. Il prolonge son contrat jusqu'en 2025 avec une saison supplémentaire en option le 19 janvier 2022,.
Cependant, le 8 juillet 2022, Kaye est de nouveau au centre d'une transaction majeure dans la ligue puisqu'il est transféré au Toronto FC en échange de Ralph Priso qui rejoint les Rapids, de plus d'un million de dollars en allocation générale, d'une place internationale pour 2023 et du choix de premier tour de Toronto au repêchage universitaire de 2023,,. Il retourne ainsi dans sa ville natale et retrouve Bob Bradley, son entraîneur au Los Angeles FC de 2018 à 2021.
Le 13 juillet 2022, Mark-Anthony Kaye joue sa première rencontre pour le Toronto FC à l'occasion d'un déplacement chez le Fire de Chicago, il est titulaire, mais son équipe s'incline 2-0. Il enchaîne ensuite les titularisations au cours de la saison 2023 tandis que son club est à la peine. Au cours de la fenêtre des transferts estivale, il fait de nouveau l'objet d'un échange important au sein de la ligue lorsqu'il est envoyé au Revolution de la Nouvelle-Angleterre en contrepartie de Latif Blessing le 13 juillet 2023.

### Parcours en sélection
Le 30 mai 2017, il est convoqué pour la première fois en équipe du Canada par le sélectionneur national Octavio Zambrano, pour un match amical contre le Curaçao,. Le 9 juin, il fait partie de la liste des vingt-trois joueurs Canadiens sélectionnés pour le match amical contre les Curaciens,,. Il connait sa première sélection le 13 juin, lors d'un match amical face à Curaçao, remplaçant Patrice Bernier à la 79e minute du match,. La rencontre se solde par une victoire 2-1 des Canadiens. 
Puis, le 27 juin, il fait partie des vingt-trois appelés par le sélectionneur national Octavio Zambrano pour la Gold Cup 2017,,. Lors de cette compétition organisée aux États-Unis, il dispute son premier match en tant que titulaire contre le Costa Rica (1-1), et également titulaire face au Honduras (0-0). Il officie en tant que remplaçant lors du quart de finale perdu contre la Jamaïque.
Par la suite, en 2019, il dispute pour la seconde fois la Gold Cup,. Lors de ce tournoi, il joue trois matchs. Il se met en évidence en délivrant sa première passe décisive avec le Canada, lors du match contre la Martinique,. Le Canada s'incline en quart de finale face à Haïti. Il est nommé joueur du mois de juillet 2019 de Canada Soccer.
Le 7 septembre 2019, lors de la Ligue des nations, il délivre une deuxième passe décisive, contre Cuba. Les Canadiens s'imposent sur le très large score de six buts à zéro,.
Il marque son premier doublé en sélection le 29 mars 2021 face aux îles Caïmans, match comptant pour les éliminatoires du mondial 2022, durant lequel il délivre une passe décisive à David Wotherspoon. Les Canadiens l'emportent par onze buts à zéro,. Le 1er juillet 2021, il est retenu dans la liste des vingt-trois joueurs canadiens sélectionnés par John Herdman pour disputer la Gold Cup 2021. Il dispute cinq rencontres et la sélection s'incline en demi-finale contre le Mexique.
Le 13 novembre 2022, il est sélectionné par John Herdman pour participer à la Coupe du monde 2022.

## Statistiques

### Statistiques détaillées
| Saison                | Club                                 | Championnat           | Championnat | Championnat | Championnat | Coupe(s) nationale(s) | Coupe(s) nationale(s) | Coupe(s) nationale(s) | Compétition(s) continentale(s) | Compétition(s) continentale(s) | Compétition(s) continentale(s) | Compétition(s) continentale(s) | Séries | Séries | Séries | Canada | Canada | Canada | Total | Total | Total |
| Saison                | Club                                 | Division              | M.          | B.          | P.d.        | M.                    | B.                    | P.d.                  | Comp.                          | M.                             | B.                             | P.d.                           | M.     | B.     | P.d.   | M.     | B.     | P.d.   | M.    | B.    | P.d.  |
| 2014                  | Hammerheads de Wilmington (prêt)     | USL Pro               | 7           | 2           | 2           | 0                     | 0                     | 0                     | -                              | -                              | -                              | -                              | 1      | 0      | 0      | -      | -      | -      | 8     | 2     | 2     |
| 2015                  | Toronto FC II                        | USL                   | 22          | 0           | 0           | -                     | -                     | -                     | -                              | -                              | -                              | -                              | -      | -      | -      | -      | -      | -      | 22    | 0     | 0     |
| 2016                  | Louisville City FC                   | USL                   | 24          | 1           | 0           | 0                     | 0                     | 0                     | -                              | -                              | -                              | -                              | 2      | 0      | 0      | -      | -      | -      | 26    | 1     | 0     |
| 2017                  | Louisville City FC                   | USL                   | 19          | 4           | 1           | 2                     | 1                     | 0                     | -                              | -                              | -                              | -                              | 4      | 0      | 0      | 5      | 0      | 0      | 30    | 5     | 1     |
| Sous-total            | Sous-total                           | Sous-total            | 43          | 5           | 1           | 2                     | 1                     | 0                     | -                              | -                              | -                              | -                              | 6      | 0      | 0      | 5      | 0      | 0      | 56    | 6     | 1     |
| 2018                  | Los Angeles FC                       | MLS                   | 20          | 2           | 3           | 2                     | 0                     | 0                     | -                              | -                              | -                              | -                              | 0      | 0      | 0      | 1      | 0      | 0      | 23    | 2     | 3     |
| 2019                  | Los Angeles FC                       | MLS                   | 31          | 4           | 8           | 1                     | 0                     | 0                     | -                              | -                              | -                              | -                              | 1      | 0      | 0      | 8      | 0      | 2      | 41    | 4     | 10    |
| 2020                  | Los Angeles FC                       | MLS                   | 16          | 3           | 4           | -                     | -                     | -                     | LCC                            | 5                              | 0                              | 1                              | 3      | 0      | 0      | -      | -      | -      | 24    | 3     | 5     |
| 2021                  | Los Angeles FC                       | MLS                   | 10          | 0           | 1           | -                     | -                     | -                     | -                              | -                              | -                              | -                              | -      | -      | -      | 9      | 2      | 3      | 19    | 2     | 4     |
| Sous-total            | Sous-total                           | Sous-total            | 77          | 9           | 16          | 3                     | 0                     | 0                     | -                              | 5                              | 0                              | 1                              | 4      | 0      | 0      | 18     | 2      | 5      | 107   | 11    | 22    |
| 2021                  | Rapids du Colorado                   | MLS                   | 15          | 1           | 1           | -                     | -                     | -                     | -                              | -                              | -                              | -                              | 1      | 0      | 0      | 7      | 0      | 1      | 23    | 1     | 2     |
| 2022                  | Rapids du Colorado                   | MLS                   | 17          | 3           | 0           | 1                     | 0                     | 0                     | LCC                            | 2                              | 0                              | 0                              | -      | -      | -      | 5      | 0      | 0      | 25    | 3     | 0     |
| Sous-total            | Sous-total                           | Sous-total            | 32          | 4           | 1           | 1                     | 0                     | 0                     | -                              | 2                              | 0                              | 0                              | 1      | 0      | 0      | 12     | 0      | 1      | 48    | 4     | 2     |
| 2022                  | Toronto FC                           | MLS                   | 8           | 0           | 1           | -                     | -                     | -                     | -                              | -                              | -                              | -                              | -      | -      | -      | 4      | 0      | 0      | 12    | 0     | 1     |
| 2023                  | Toronto FC                           | MLS                   | 21          | 2           | 0           | 1                     | 0                     | 0                     | -                              | -                              | -                              | -                              | -      | -      | -      | 1      | 0      | 0      | 23    | 2     | 0     |
| Sous-total            | Sous-total                           | Sous-total            | 29          | 2           | 1           | 1                     | 0                     | 0                     | -                              | -                              | -                              | -                              | -      | -      | -      | 5      | 0      | 0      | 35    | 2     | 1     |
| 2023                  | Revolution de la Nouvelle-Angleterre | MLS                   | 10          | 0           | 3           | -                     | -                     | -                     | LC                             | 4                              | 0                              | 0                              | 2      | 0      | 0      | 2      | 0      | 0      | 18    | 0     | 3     |
| 2024                  | Revolution de la Nouvelle-Angleterre | MLS                   | 21          | 0           | 0           | -                     | -                     | -                     | CCC+LC                         | 6+3                            | 1+0                            | 0                              | -      | -      | -      | -      | -      | -      | 30    | 1     | 0     |
| Sous-total            | Sous-total                           | Sous-total            | 31          | 0           | 3           | -                     | -                     | -                     | -                              | 13                             | 1                              | 0                              | 2      | 0      | 0      | 2      | 0      | 0      | 48    | 1     | 3     |
| 2025                  | Earthquakes de San José              | MLS                   | 23          | 1           | 2           | 3                     | 0                     | 1                     | -                              | -                              | -                              | -                              | -      | -      | -      | -      | -      | -      | 26    | 1     | 3     |
| Total sur la carrière | Total sur la carrière                | Total sur la carrière | 264         | 23          | 26          | 10                    | 1                     | 1                     | -                              | 20                             | 1                              | 1                              | 14     | 0      | 0      | 42     | 2      | 6      | 350   | 27    | 34    |

## Palmarès
Louisville City
- Vainqueur de la Coupe USL en 2017

 Los Angeles FC
- Vainqueur du Supporters' Shield en 2019
- Finaliste de la Ligue des champions de la CONCACAF en 2020